# Ladora
Ladora är en ort i Iowa County i Iowa. Vid 2020 års folkräkning hade Ladora 229 invånare.